# حيدر آباد (قلعة خواجة)
حيدر آباد (بالفارسية: حیدرآباد) هي منطقة سكنية تقع في إيران في قسم قلعة خواجة الريفي. يقدر عدد سكانها بـ 117 نسمة بحسب إحصاء 2016.